# Imazaquin
Imazaquin ist eine 1:1-Mischung aus zwei stereoisomeren chemischen Verbindungen aus der Gruppe der Imidazolinone.

## Gewinnung und Darstellung
Imazaquin kann durch eine mehrstufige Reaktion aus o-Aminobenzaldehyd oder Anilin gewonnen werden.

## Verwendung

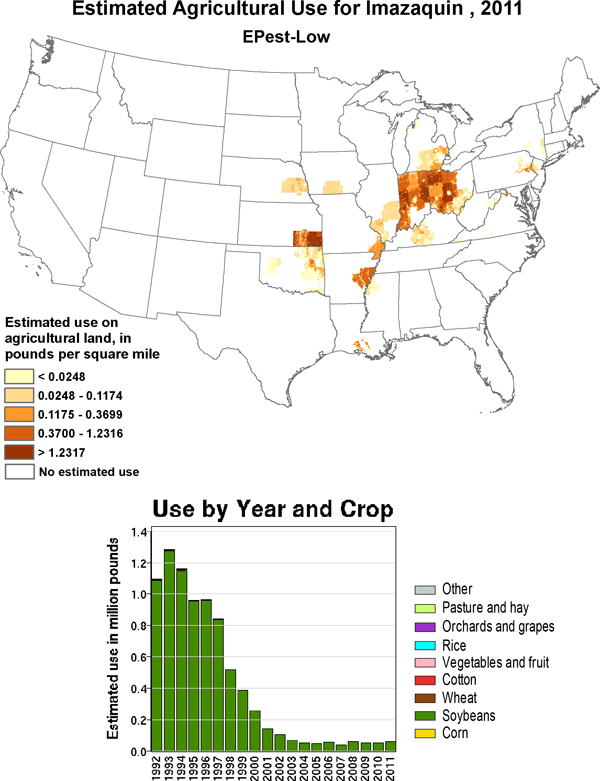
Geschätzte Ausbringungsmenge in den USA 2011

Imazaquin wird als Herbizid eingesetzt. Es wird zur Vor- und Nachauflaufbekämpfung eines breiten Spektrums von Unkräutern einschließlich ein- und mehrjähriger Gräser und zweikeimblättriger Pflanzen verwendet. Imazaquin wurde 1986 von American Cyanamid in den USA eingeführt, wo es überwiegend im Sojaanbau genutzt wird. Die Wirkung basiert auf Hemmung der Acetolactat-Synthase. Es ist das lipophilste der Imidazolinone und wird deshalb am schnellsten in die Pflanze aufgenommen.

## Zulassung
In einigen Staaten der EU sind Pflanzenschutzmittel mit diesem Wirkstoff zugelassen, nicht jedoch in Deutschland, Österreich oder der Schweiz.